# ScriptCase
O Scriptcase é uma ferramenta low-code que gera sistemas e aplicações web em PHP de forma rápida e colaborativa. Transforme seu banco de dados em sistemas web PHP completos com Consultas, Formulários, Gráficos e Relatórios BI, ganhando tempo e reduzindo custos.

## O que o Scriptcase oferece?
O Scriptcase é uma plataforma de desenvolvimento extremamente versátil, ideal para criar aplicações robustas e integradas com diversas funcionalidades e recursos. Confira os principais destaques:

### Business Intelligence (BI)
- Filtros Avançados e Customizáveis: Configurar filtros poderosos para facilitar a análise de dados.
- Resumos e Gráficos: Gere resumos automáticos e gráficos dinâmicos para visualizar informações de forma prática e objetiva.
- Exportação: Permite exportar dados para formatos como PDF, Excel, Word, CSV, entre outros, garantindo flexibilidade na manipulação de informações.

### Compatibilidade e Integração
- Integração com APIs Externas: Conecte suas aplicações a serviços externos, potencializando a funcionalidade do sistema.
- Macros e Códigos Manuais: Personalize ainda mais suas aplicações com o uso de macros e códigos personalizados.
- Compatibilidade com Diversos Bancos de Dados: MySQL, MariaDB, PostgreSQL, SQLite, Interbase, SQL Azure, Amazon Aurora, Firebird, Access, Oracle, MS SQLServer, DB2, SyBase, Informix, ou camada ODBC.
- Comandos SQL Avançados: Suporte a subselects, joins, stored procedures e outros comandos complexos.
- PHP Personalizado: É possível códigos PHP em eventos e bibliotecas para criar validações e exceções personalizadas.

### Versatilidade no Desenvolvimento de Aplicações
- Formulários: Criação de formulários com validações automáticas para campos como datas, moedas, CPF e CEP, proporcionando uma experiência mais fluida para o usuário.
- Consultas: Exibição, filtragem e manipulação de dados com filtros avançados e relatórios personalizados.
- Gráficos e Dashboards: Criação de gráficos dinâmicos e dashboards que consolidam informações relevantes em uma interface visualmente atraente.
- Calendários: Ferramenta para gerenciamento de eventos e compromissos, com integração ao Google Calendar.
- Menus e Layouts Personalizados: Desenvolvimento de menus dinâmicos e layouts customizáveis para garantir uma identidade visual única para cada aplicação.
- Módulo de Segurança: Controle de acesso com gerenciamento de usuários e integração com login social.

Com todas essas possibilidades, o Scriptcase é a solução ideal para quem busca flexibilidade, praticidade e eficiência no desenvolvimento de aplicações personalizadas. 

## Benefícios para Desenvolvedores
- Rapidez no Desenvolvimento: A abordagem low-code do Scriptcase permite que você entregue projetos em muito menos tempo.
- Colaboração em Equipe: Vários desenvolvedores podem trabalhar no mesmo projeto simultaneamente, tudo direto pelo navegador.
- Publicação Simplificada: As aplicações geradas podem ser publicadas de forma fácil e acessadas remotamente.
- Alta Personalização: Você pode criar temas, utilizar fontes do Google Fonts e importar templates HTML, garantindo um visual profissional.

## Comunidade e Suporte
A comunidade do Scriptcase é ativa e oferece diversas formas de apoio:
- Documentação Completa: Inclui tutoriais e guias passo a passo para aprender a usar todos os recursos da ferramenta.
- Webinars e Cursos: São oferecidos eventos ao vivo e gravados para ajudar desenvolvedores a dominarem a plataforma.
- Fórum de Discussão: Um espaço para trocar experiências, resolver dúvidas e compartilhar soluções.

## Atualizações Recentes
O Scriptcase está em constante evolução. As últimas versões trouxeram melhorias significativas, como filtros mais avançados, integração com novas APIs e um sistema de notificações mais eficiente.